# Sól

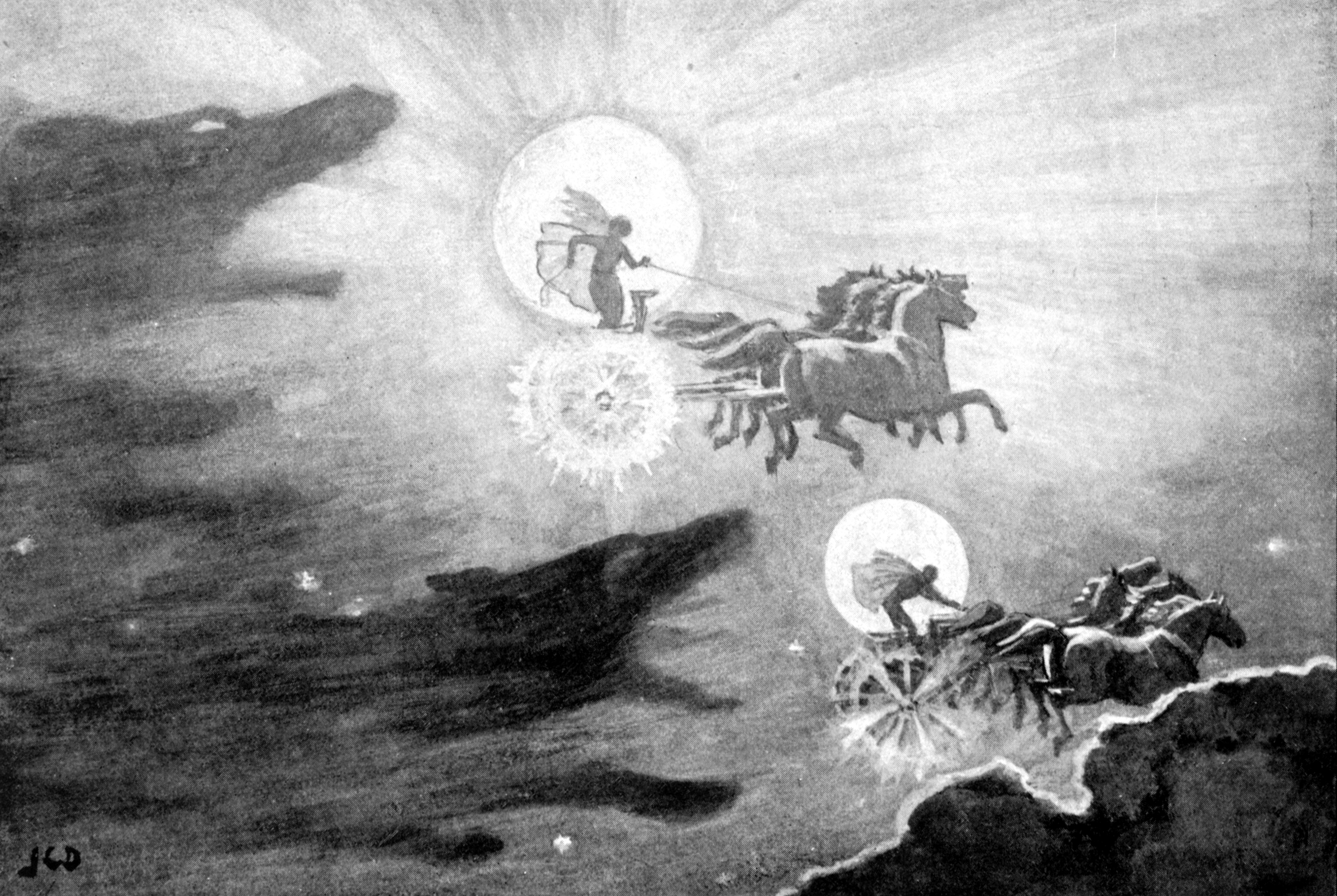
De wolven achtervolgen Sól en Mani

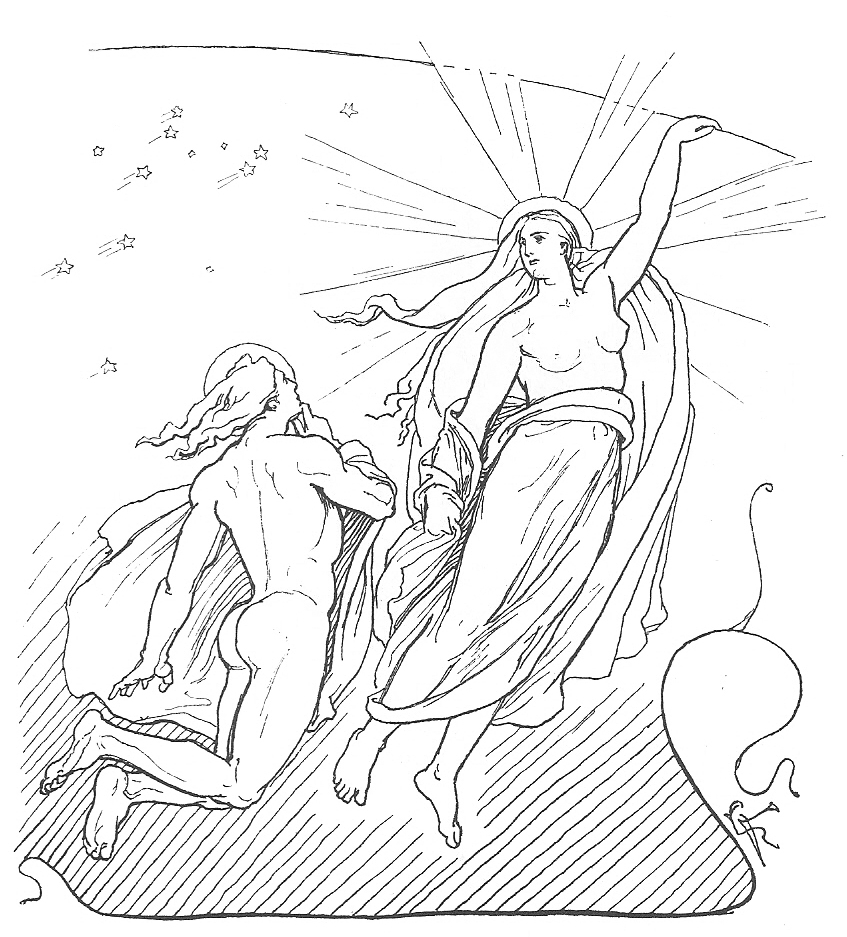
Máni en Sól, Lorenz Frølich

Sól wordt tot de Asinnen gerekend. Deze Zonnegodin uit de Noordse mythologie wordt, net als haar broer de Maangod (Máni), door wolven achtervolgd. Sól reed elke dag op haar strijdwagen getrokken door de twee paarden Arvak en Alsvid. Ze werd achtervolgd door de wolf Sköll, die haar wilde verslinden. Tijdens een zonsverduistering dacht men dat Sól bijna opgegeten werd door Sköll. Sól zou uiteindelijk verzwolgen worden, maar haar plaats zou dan worden ingenomen door haar dochter.
De zon zelf werd Alfrodull genoemd, wat zoveel betekent als "Alfenrad". In het Noorse geloof gaf de zon zelf geen licht; dit werd door de manen Alsvid en Arvak gegeven.
De Oudnoordse naam Sól betekent "zon". In de Germaanse mythologie werd in de tweede Merseburgse toverspreuk Sunna (Oudhoogduits voor "zon") vermeld. Daarnaast is ze ook bekend als Sunne. Haar Angelsaksische naam is Sigel.
Sól is de dochter van de reus Mundilfari die getrouwd was met Glaur. Ze was getrouwd met Glenr.
De aarde wordt voor de hitte van de zon beschermd door Swalin die als een schild tussen Sól en de aarde in stond.
In de Edda valt te lezen:
| Sköll heitir ulfr, er fylgir inu skírleita goði til varna viðar, en annarr Hati, hann er Hróðvitnis sonr, sá skal fyr heiða brúði himins. Grímnismál, Versie van Guðni Jónsson | Skol heet de wolf achter de stralende god zijn weg naar 't westen heen; een andere Hati, Hrodwitnirs zoon, loopt voor de laaiende zon. Grímnismál, Versie van Dr. Jan de Vries | Spotter heet de wolf, die Witgezicht volgt tot het beschermende bos. een tweede heet Haat, de zoon van Roemrijke Wolf; hij rent voor de heldere hemelbruid uit. Grímnismál, Versie van Marcel Otten |  |